# ラヴェンナ県

ラヴェンナ県
Provincia di Ravenna

ラヴェンナ県（ラヴェンナけん、イタリア語: Provincia di Ravenna）は、イタリア共和国エミリア＝ロマーニャ州に属する県のひとつ。県都はラヴェンナ。

## 名称
地元で話されるロマーニャ語では pruvenza ad Ravèna と表記される。

## 地理

### 位置・広がり
エミリア＝ロマーニャ州東部、ロマーニャ地方に位置する県で、東はアドリア海に面する。県都ラヴェンナは県域の東部に所在し、フォルリから北東へ25km、フェラーラから南東へ66km、州都ボローニャから東へ68km、首都ローマから北へ282kmの距離にある。

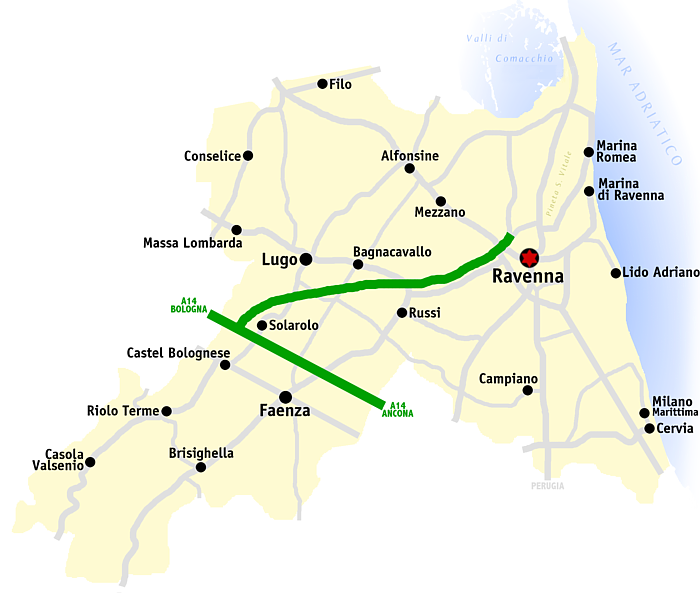
ラヴェンナ県概略図

隣接する県は以下の通り。
- フェラーラ県 - 北
- フォルリ＝チェゼーナ県 - 南
- フィレンツェ県（トスカーナ州） - 南西
- ボローニャ県 - 西

### 主要な都市
2001年の国勢調査に基づく居住地区（Località abitata）別人口統計によれば、人口1万人以上の都市・集落は以下の通り。
- ラヴェンナ - 73,004人
- ファエンツァ - 39,036人
- ルーゴ - 20,754人
- チェルヴィア - 19,020人

県下最大の都市は県都ラヴェンナで、都市人口約7万、周辺地域を含むコムーネ人口は約15万である。ラヴェンナは西ローマ帝国や東ゴート王国が首都を置き、東ローマ帝国がラヴェンナ総督領の首府とするなど、古代から中世初期にかけて北イタリアにおける重要な都市であった。ラヴェンナ市はイタリア第2位の面積を持つコムーネでもあり（ローマ市に次ぐ）、県の面積のおよそ3分の1を占めている。県第二の都市ファエンツァは、中世以来陶業の中心地として知られる都市である。
- ラヴェンナ
- ファエンツァ
- ルーゴ
- チェルヴィア

## 行政区画
ラヴェンナ県には18のコムーネが属する。
左端の数字はISTATコードを示す。人口は2023年1月1日現在。面積は2001年のデータで、単位はkm²。
|        | 自治体名                       | 綴り                    | 面積   | 人口    |
| ------ | ------------------------------ | ----------------------- | ------ | ------- |
| 039001 | アルフォンシーネ               | Alfonsine               | 106.74 | 11,536  |
| 039002 | バニャカヴァッロ               | Bagnacavallo            | 79.52  | 16,399  |
| 039003 | バニャーラ・ディ・ロマーニャ   | Bagnara di Romagna      | 10.02  | 2,390   |
| 039004 | ブリシゲッラ                   | Brisighella             | 194.38 | 7,195   |
| 039005 | カーゾラ・ヴァルセーニオ       | Casola Valsenio         | 84.40  | 2,517   |
| 039006 | カステル・ボロニェーゼ         | Castel Bolognese        | 32.28  | 9,542   |
| 039007 | チェルヴィア                   | Cervia                  | 82.19  | 28,883  |
| 039008 | コンセーリチェ                 | Conselice               | 60.27  | 9,588   |
| 039009 | コティニョーラ                 | Cotignola               | 34.95  | 7,353   |
| 039010 | ファエンツァ                   | Faenza                  | 215.72 | 58,827  |
| 039011 | フジニャーノ                   | Fusignano               | 24.60  | 8,080   |
| 039012 | ルーゴ                         | Lugo                    | 116.92 | 32,070  |
| 039013 | マッサ・ロンバルダ             | Massa Lombarda          | 37.20  | 10,644  |
| 039014 | ラヴェンナ                     | Ravenna                 | 652.89 | 156,050 |
| 039015 | リオーロ・テルメ               | Riolo Terme             | 44.55  | 5,755   |
| 039016 | ルッシ                         | Russi                   | 46.12  | 12,236  |
| 039017 | サンターガタ・スル・サンテルノ | Sant'Agata sul Santerno | 9.49   | 2,901   |
| 039018 | ソラローロ                     | Solarolo                | 26.25  | 4,389   |

## 文化・観光

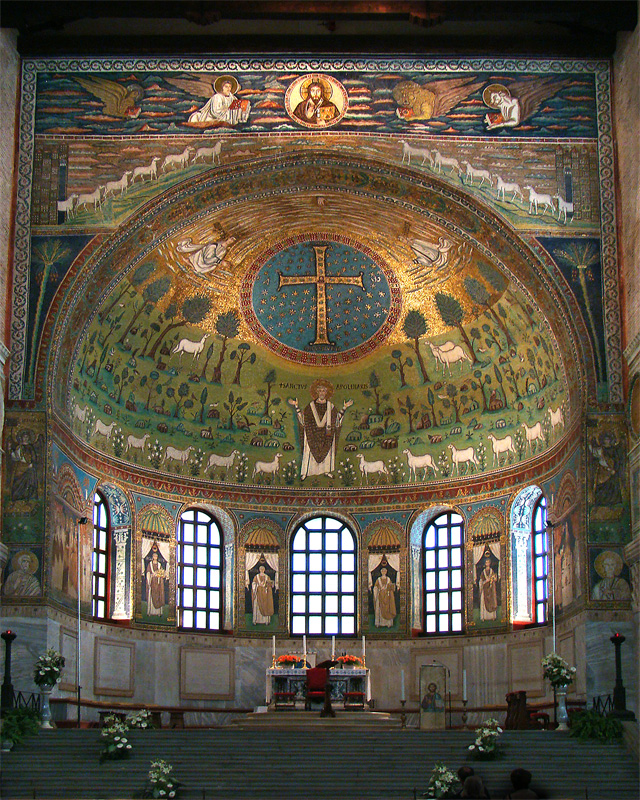
サンタポリナーレ・イン・クラッセ聖堂のモザイク画

ラヴェンナの初期キリスト教建築物群は、ユネスコの世界遺産に登録されている。

## 人物

### 著名な出身者
- ペトルス・ダミアニ - 11世紀の神学者。カトリック教会の聖人。ラヴェンナ生まれ。
- エヴァンジェリスタ・トッリチェッリ - 17世紀の物理学者・数学者。ファエンツァ生まれ。
- ヴィンチェンツォ・チマッティ - 19-20世紀のサレジオ会士・教育者。1920年代以後日本で活動。ファエンツァ生まれ。
- フランチェスコ・バラッカ - 20世紀初期の軍人、第一次世界大戦のエースパイロット。ルーゴ生まれ。
- ジャンカルロ・フェレッティ - 自転車プロロードレース監督。ルーゴ生まれ。
- ジャンカルロ・ミナルディ - 実業家、レーシングチーム「ミナルディ」創設者。ファエンツァ生まれ。
- アンドレア・ガルディーニ - バレーボール選手。バニャカヴァッロ生まれ。
- ラウラ・パウジーニ - 歌手。ファエンツァ生まれ。